# Ozero Sennitsa
Ozero Sennitsa (ryska: Озеро Сенница) är en sjö i Belarus. Den ligger i den norra delen av landet, 280 km nordost om huvudstaden Minsk. Ozero Sennitsa ligger 148 meter över havet. Arean är 12,0 kvadratkilometer. Den sträcker sig 5,0 kilometer i nord-sydlig riktning, och 3,7 kilometer i öst-västlig riktning.
I omgivningarna runt Ozero Sennitsa växer i huvudsak blandskog. Runt Ozero Sennitsa är det glesbefolkat, med 10 invånare per kvadratkilometer.